# 哲学家小径 (海德堡)

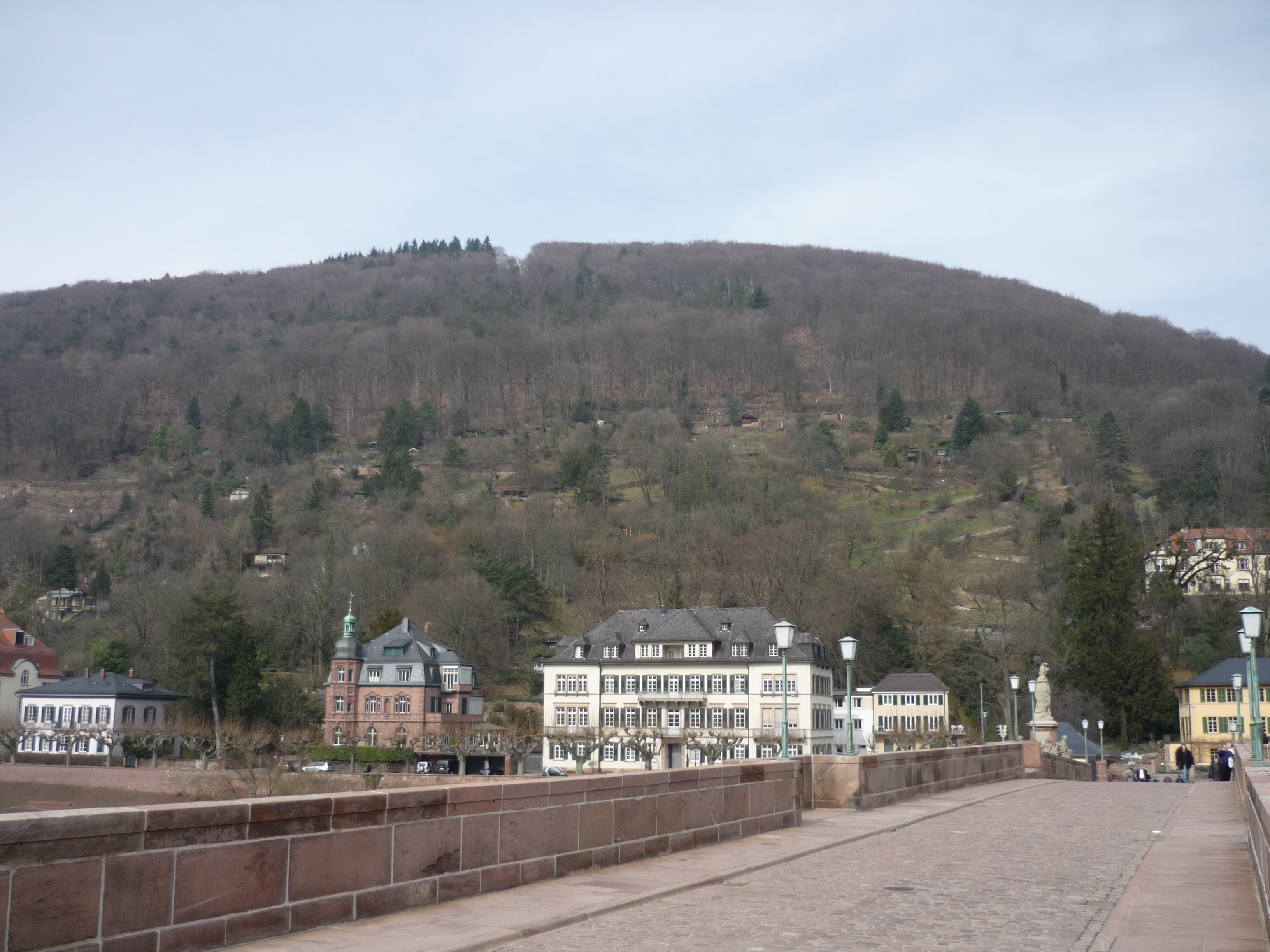
哲学家小径与蛇径交汇处

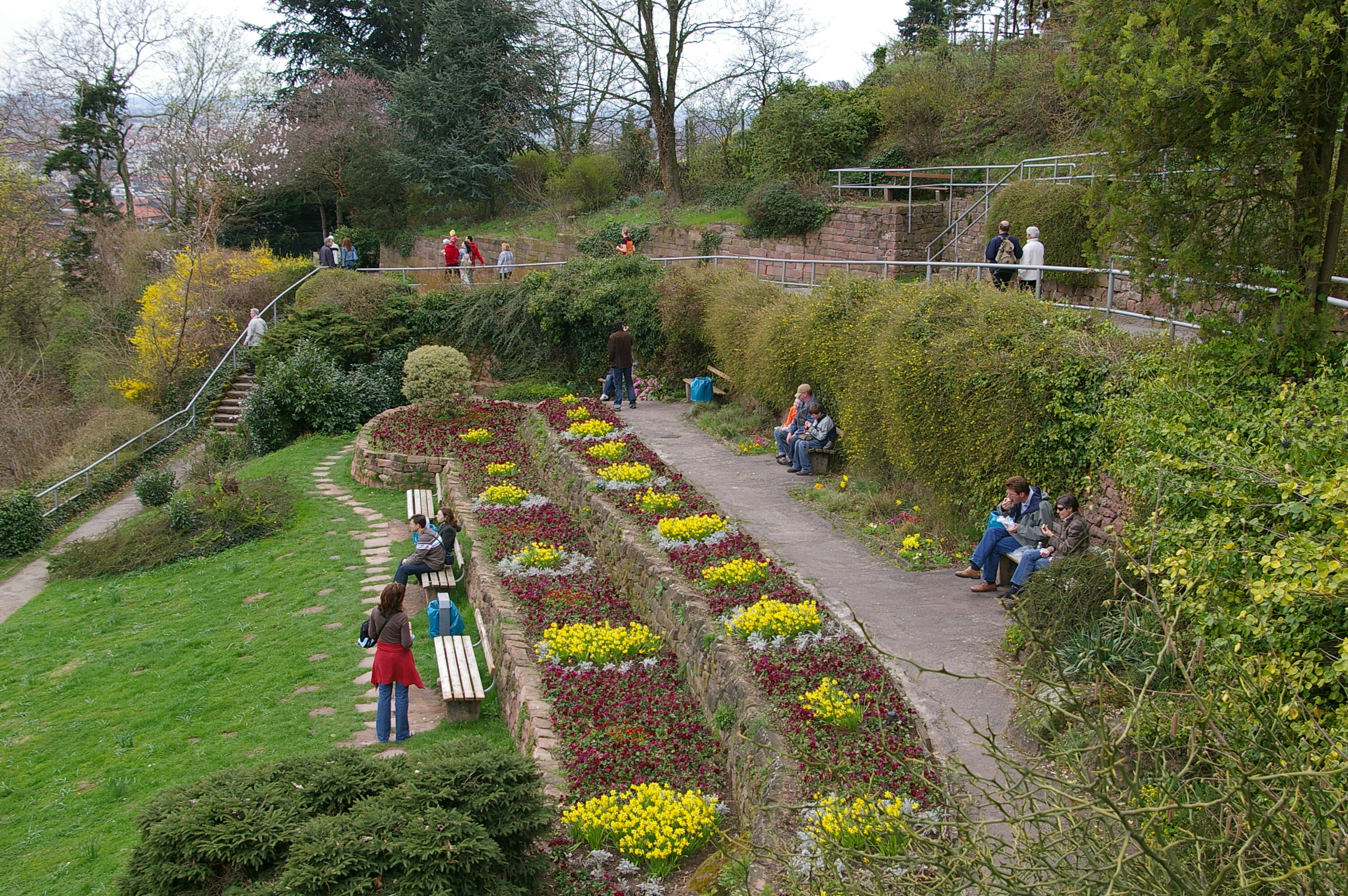
花园

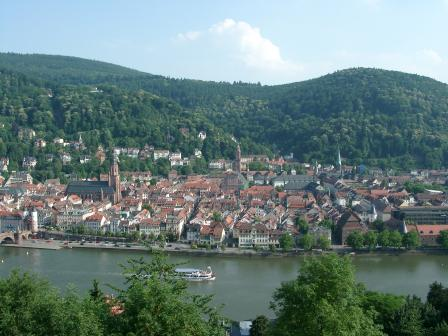
从哲学家小径看内卡河对岸的海德堡老城。图中的三个教堂是：圣灵教堂（左）、耶稣会教堂（中）和圣彼得教堂（右后）

哲学家小径（德語：Philosophenweg）是德国城市海德堡Neuenheim区的一条道路，长约两公里，部分路段非常陡峭。哲学家小径是俯瞰内卡河对岸的海德堡老城风光的绝佳地点。
哲学家小径的入口虽然有标志，但是对于陌生人还是较难找到。其陡峭，曲折的下半部分700米长的路段是海德堡最昂贵的住宅区之一。20世纪初，在第一个弯道的哲学家小径12号，建起了海德堡大学物理研究所，物理系还有2座建筑位于哲学家小径: 16号和19号的理论物理研究所和物理系图书馆。动物学家雨果默顿从1912年住在这里，在纳粹统治时期失去教授资格，1937年移居英国。1952年，物理学家约翰内斯·延森（1963年诺贝尔物理学奖得主）购买了这座房屋。 
从老桥到哲学家小径要经过“蛇径”（Schlangenweg），这是一条锯齿形的登山小路，一部分是台阶。

## 名称的由来
海德堡的学生很早就发现这条小径是浪漫的散步和不受干扰的会面的理想地点。在过去，学生和哲学家是同义词，因为每个接受博雅教育的学生，都需要学习哲学。